# Les Otages de Tokyo
Les Otages de Tokyo est le 38e roman de la série SAS, écrit par Gérard de Villiers et publié en avril 1975 chez Plon / Presses de la Cité. Comme tous les SAS parus au cours des années 1970, le roman a été édité lors de sa publication en France à 100 000 exemplaires.
L'action se déroule début 1975 à Tokyo.

## Personnages
- Malko Linge : Autrichien, « agent contractuel » de la CIA, héros du roman.
- David Wise : directeur-adjoint de la Division des opérations secrètes à la CIA.

## Résumé
Des militants de l'Armée rouge unifiée, viennent de prendre l’ambassadeur des États-Unis au Japon en otage ainsi que six de ses collaborateurs. 
Les terroristes exigent une rançon d’un demi-million de dollars (valeur 1975) et la libération d’un des leurs arrêté par le FBI. 
Malko est chargé d’escorter le prisonnier jusqu’à Tokyo.